# Muzeum umění Tartu
Muzeum umění Tartu (estonsky Tartu Kunstimuuseum, dříve zkratka TKM, od roku 2015 Tartmus) je státní muzeum umění, nacházející se v estonském městě Tartu. Bylo založeno v roce 1940 na základě soukromé iniciativy členů místní umělecké školy Pallas, která ve městě působila od roku 1918.

## Historie
Výstavy muzea probíhají od roku 1988 v historické budově, zvané „Padající dům“, na Radničním náměstí č. 18. Koncem roku 2014 čítaly hlavní sbírky muzea 44 650 položek, převážně estonského umění. Ačkoliv většinou muzeum vystavuje estonské umění od 18. století do současnosti, představuje návštěvníkům i současné umění mezinárodní.
V minulosti proběhlo několik výstav moderního umění, některé z nich rozpoutaly širokou společenskou debatu o účelu a hranicích umění. Nejkontroverznějšími výstavami byly MÖH? FUI! ÖÄK! OSSA! VAU! v roce 2012, prezentující nejskandálnější díla estonského umění od 90. let 20. století, a My Poland. On Recalling and Forgetting v roce 2015, představující moderní polské umění na téma holokaust.
Muzeum také spravovalo dvě samostatná muzea věnovaná jednotlivým umělcům: muzeum Antona Starkopfa v Tartu (1972–1997) a muzeum Eduarda Kutsara ve městě Elva (1971-2012).
Od roku 2013 vede muzeum Rael Artel, původně nezávislý kurátor a galerista. Poté, co od roku 2015 organizace získala novou „corporate identity, užívá také zkratku Tartmus.

### Vybraná díla

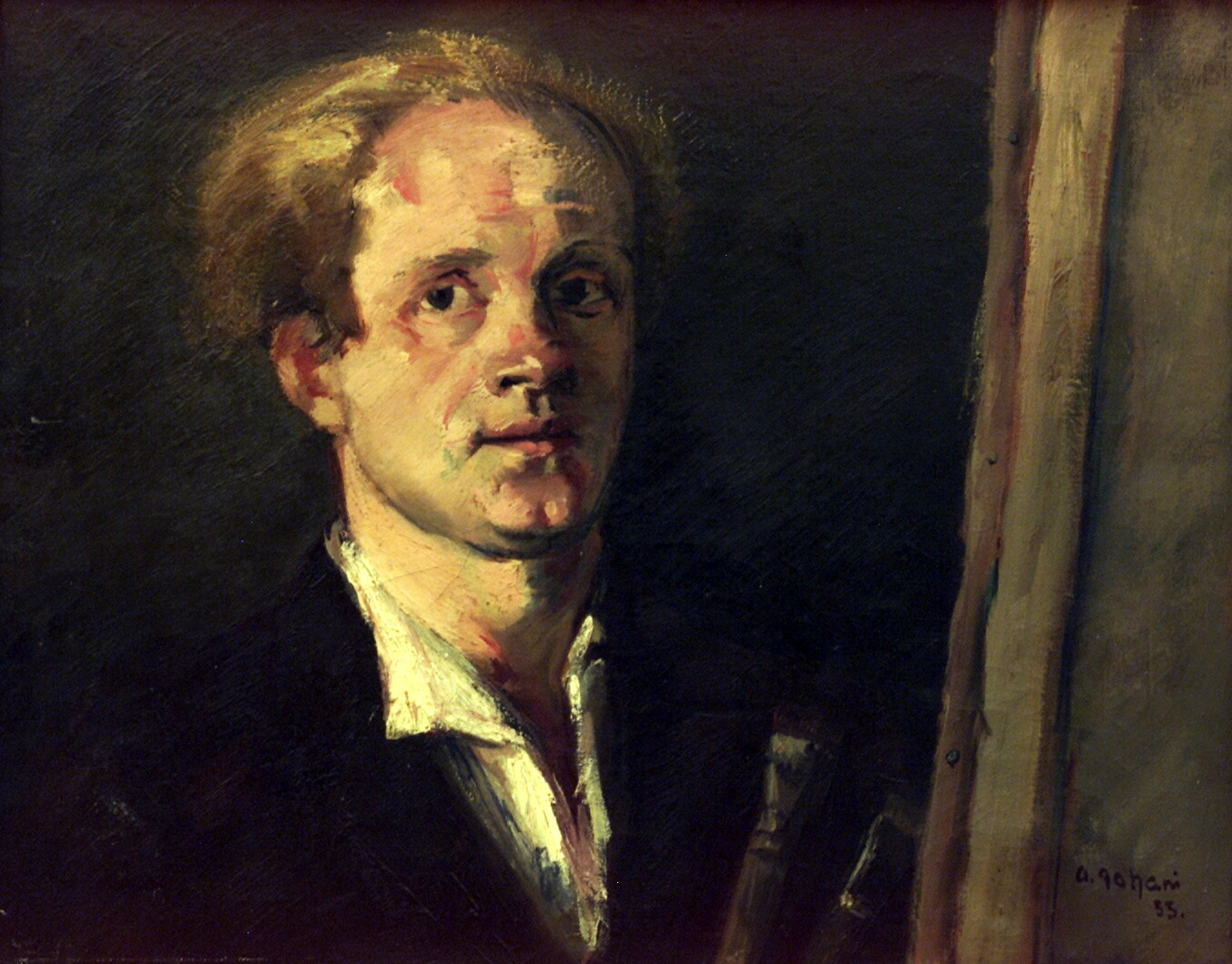
Andrus Johani: Autoportrét, 1933
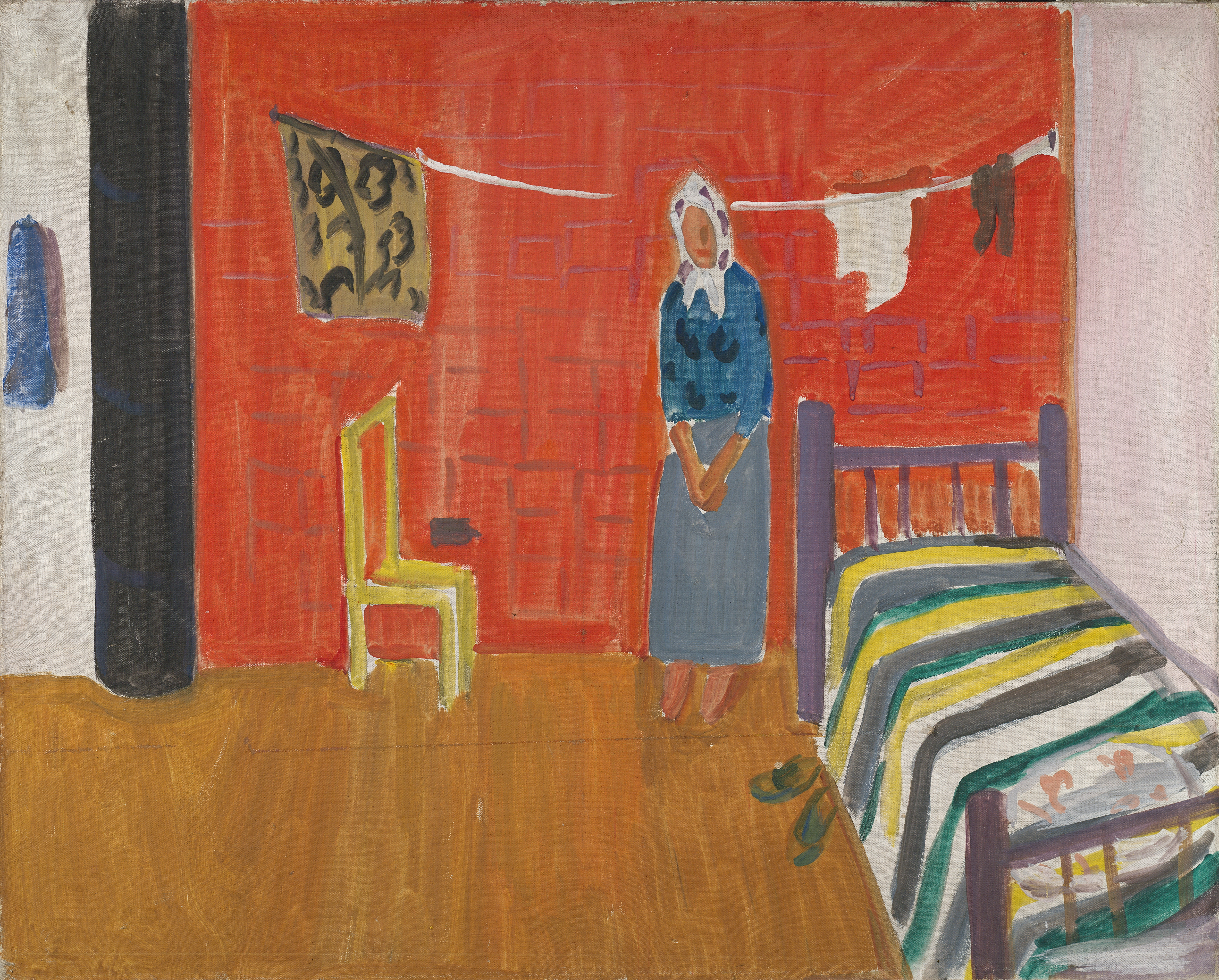
Karl Pärsimägi: Farmhouse with a Stove, 1935
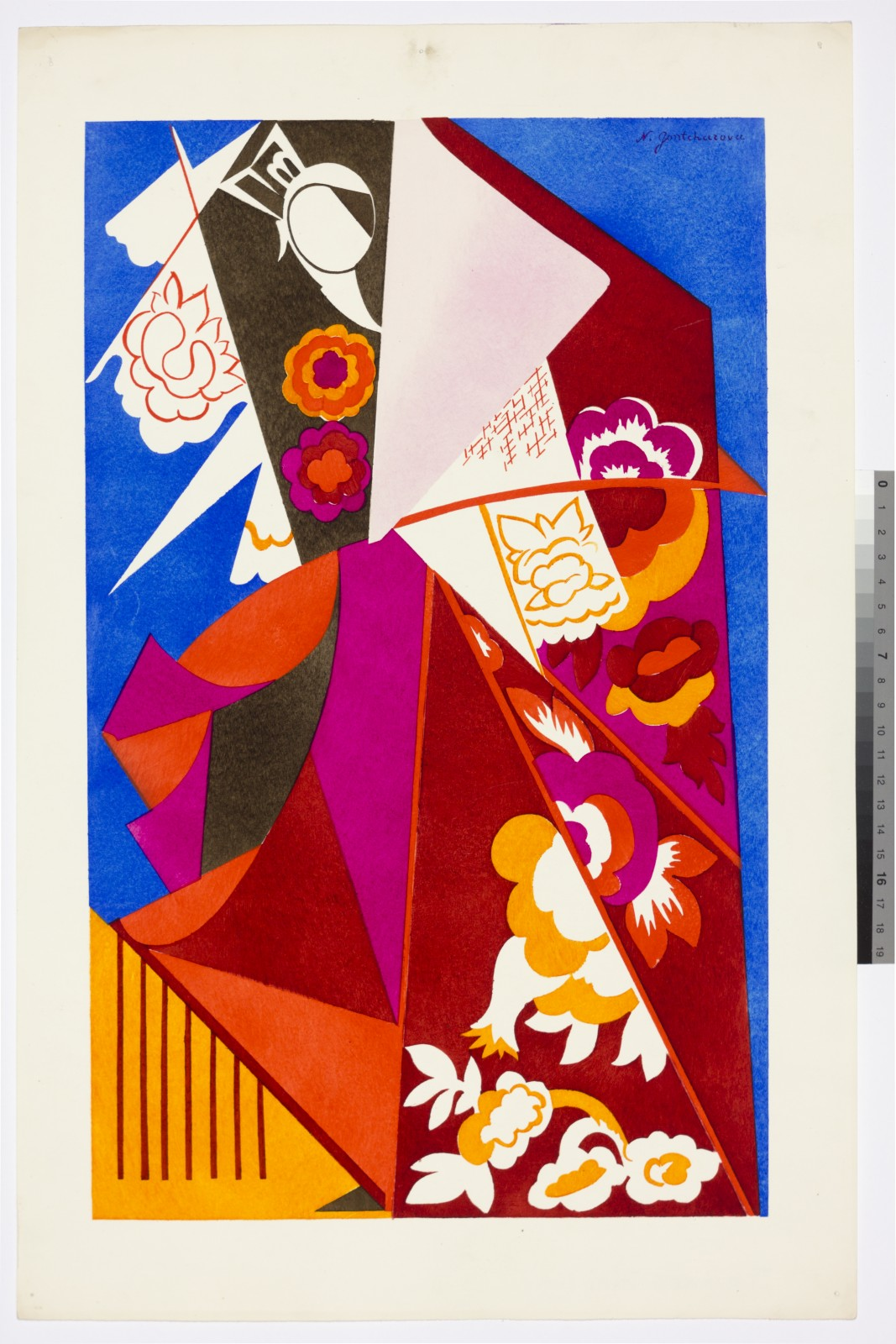
Natalia Gončarovová: Konstruktion mit Blumen, 1916
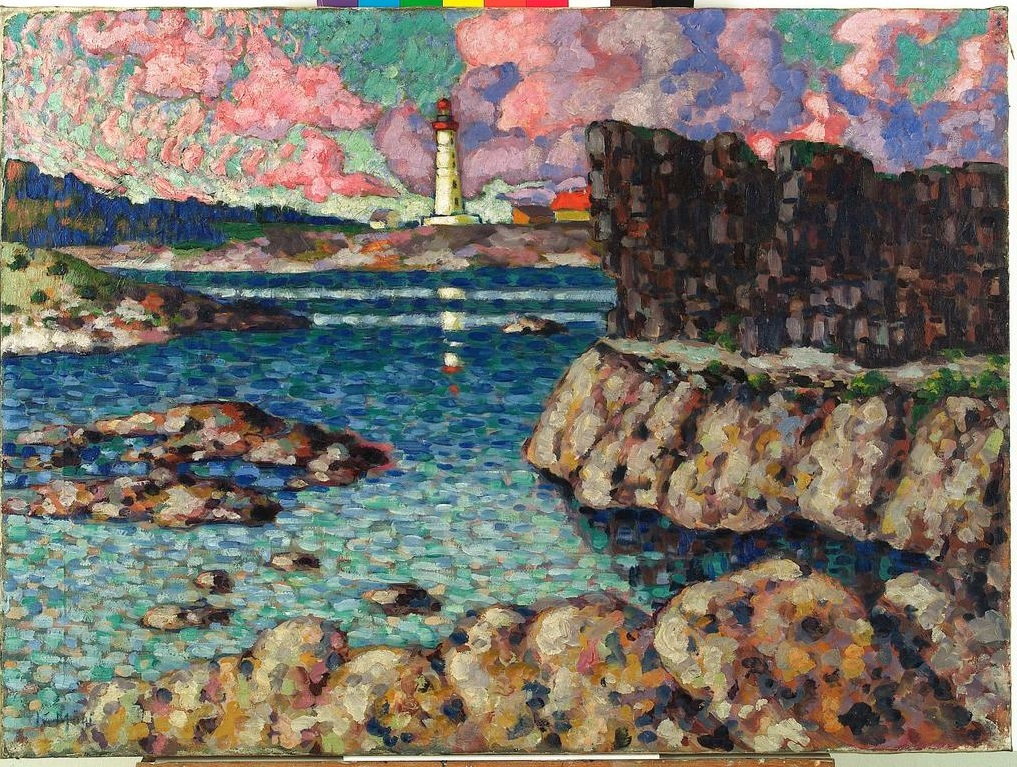
Konrad Mägi: Krajina Vilsandi, 1913‒1914
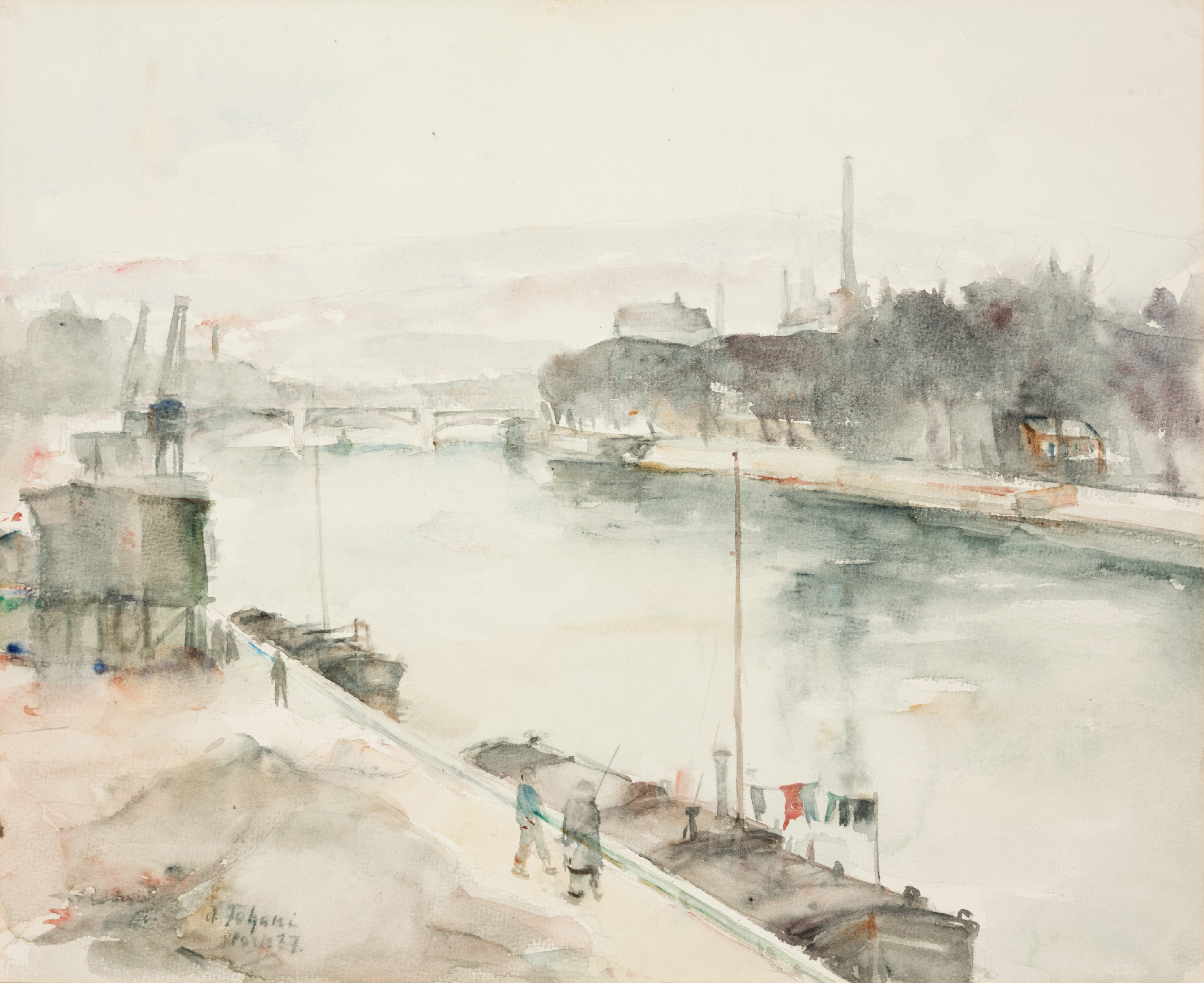
Andrus Johani: Pariisi vaade, 1937
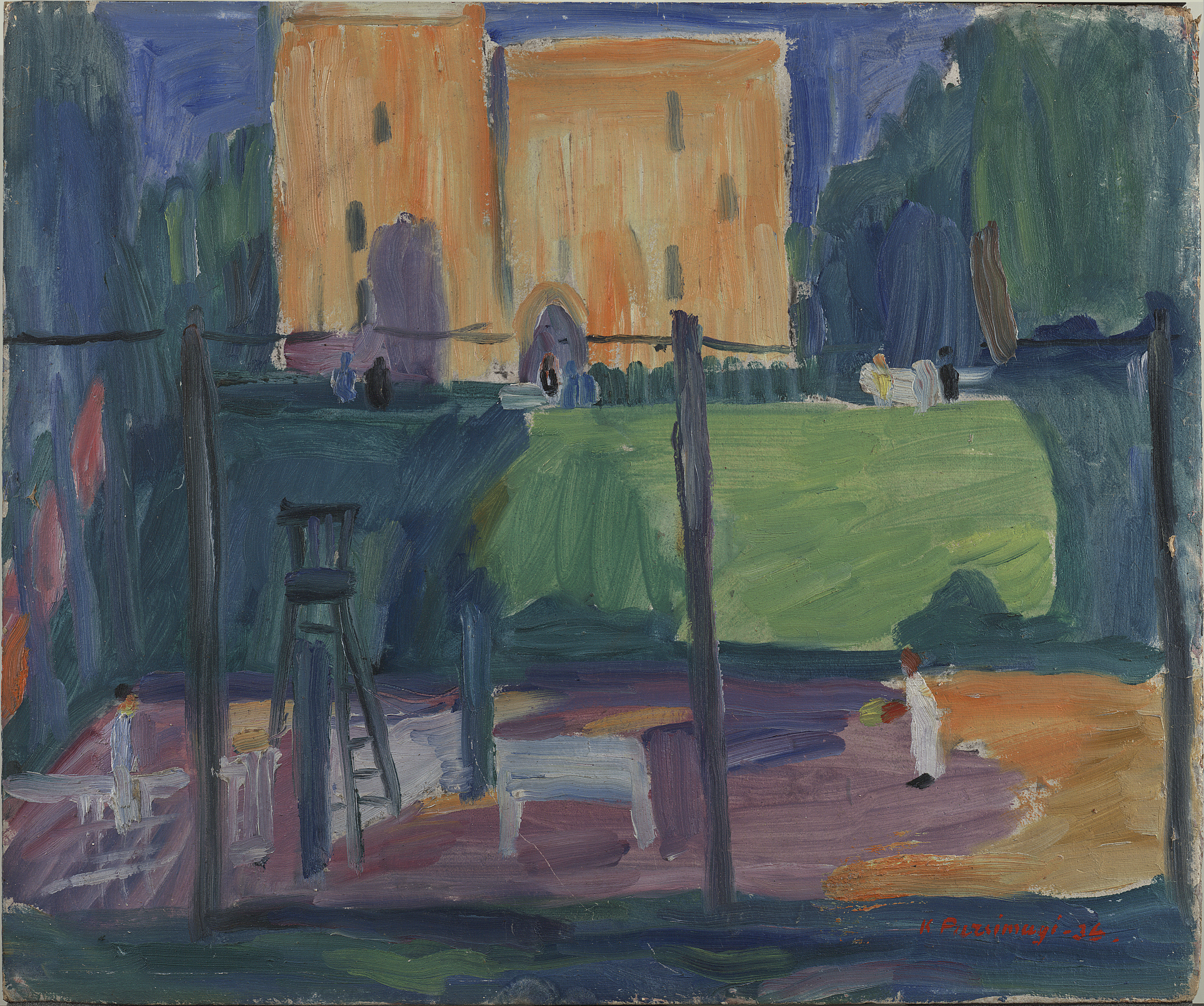
Karl Pärsimägi: Toomemäe motiiv, 1936
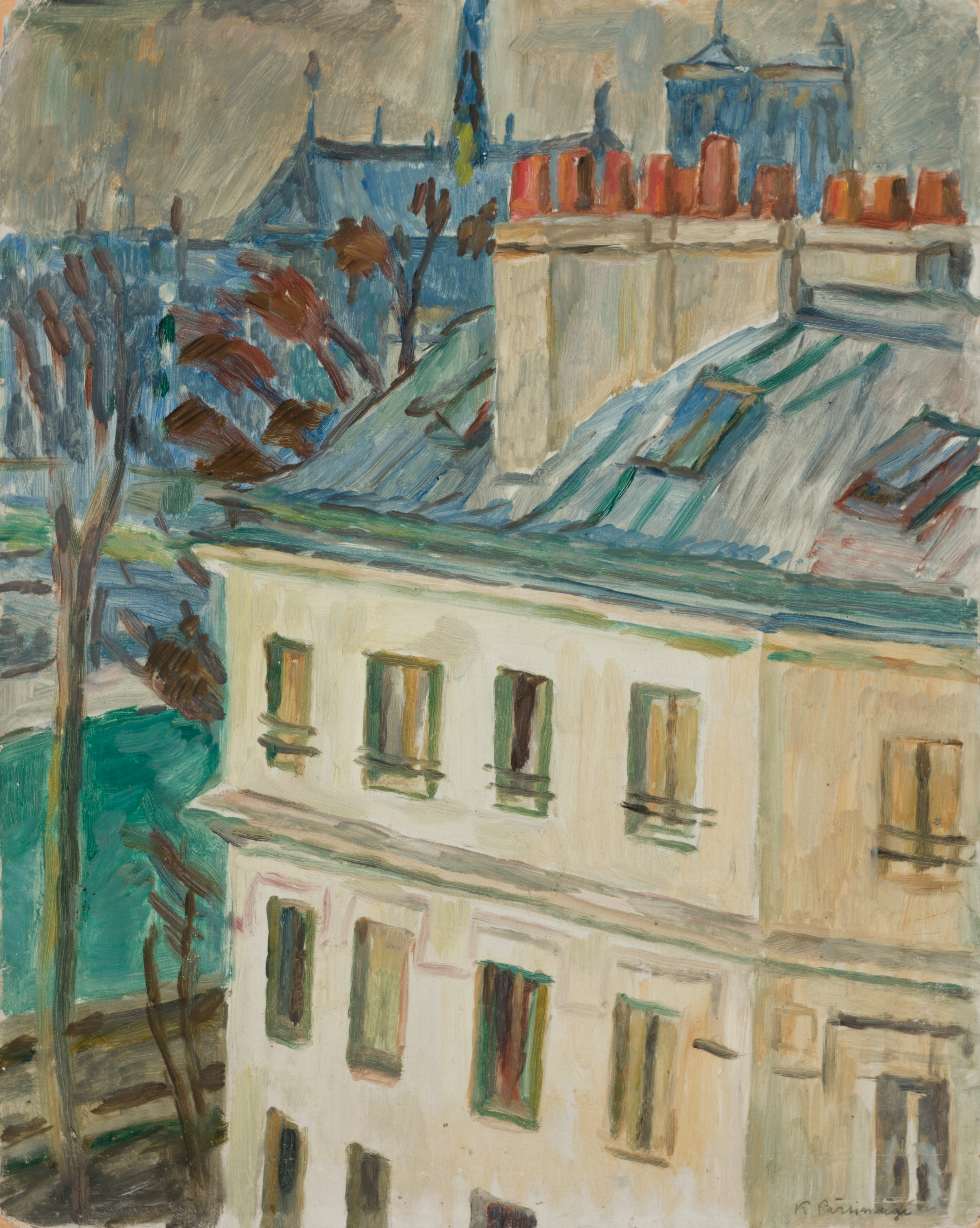
Karl Präsimägi: Pariis
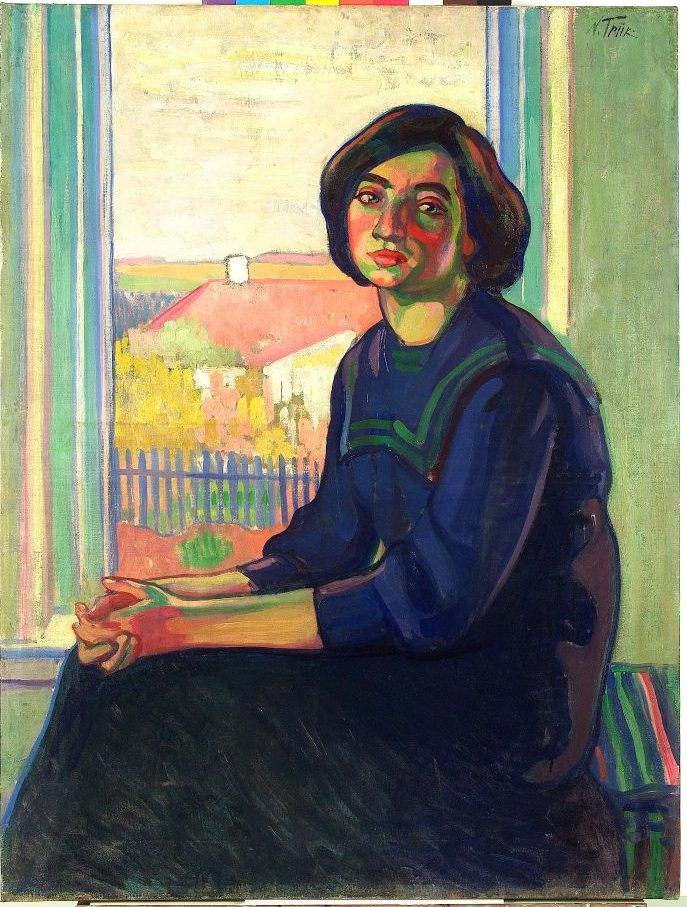
Nikolai Triik: Portrét V. Martny, 1910
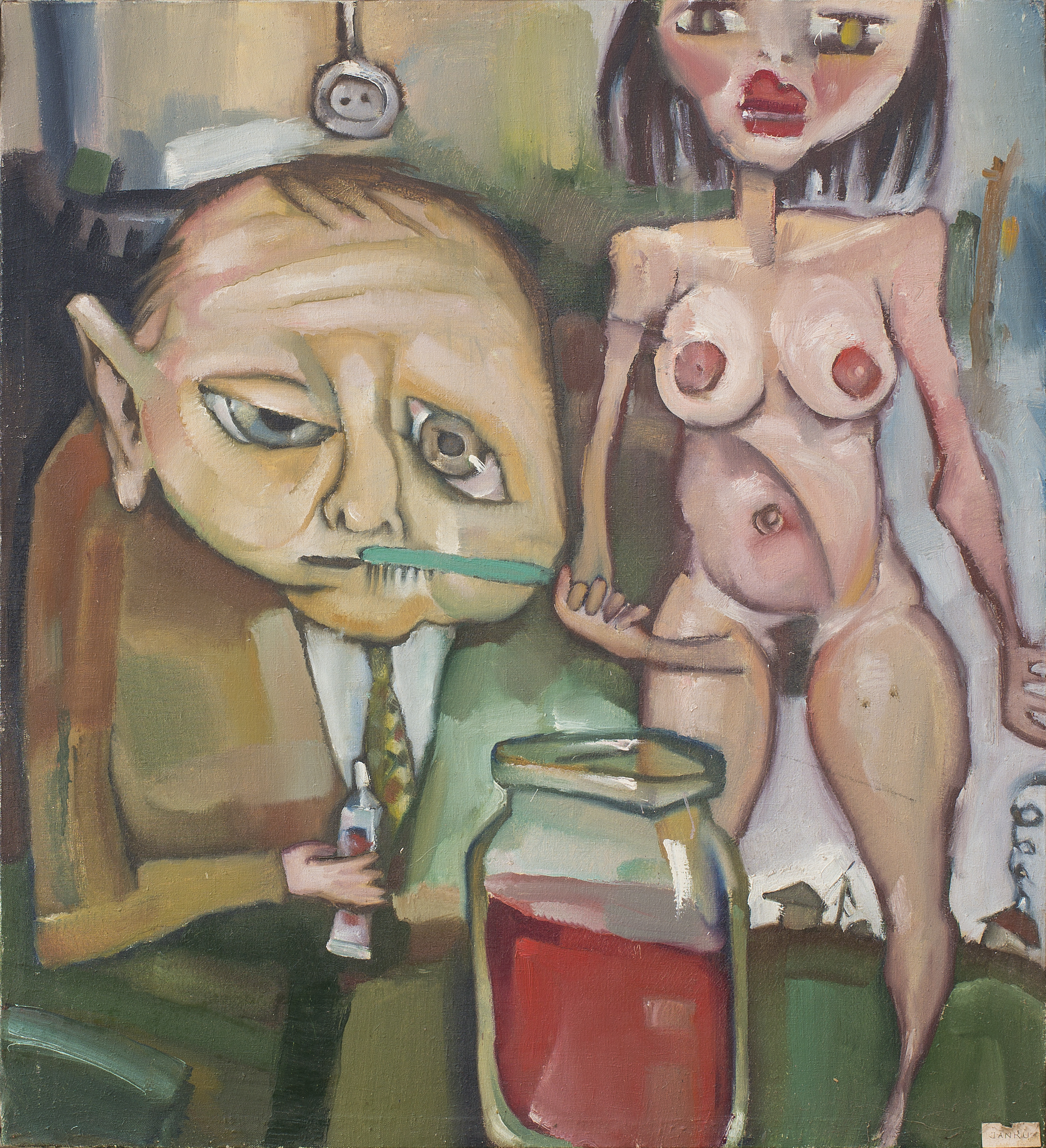
Peeter Allik: Ain Protsini pruut, 1990
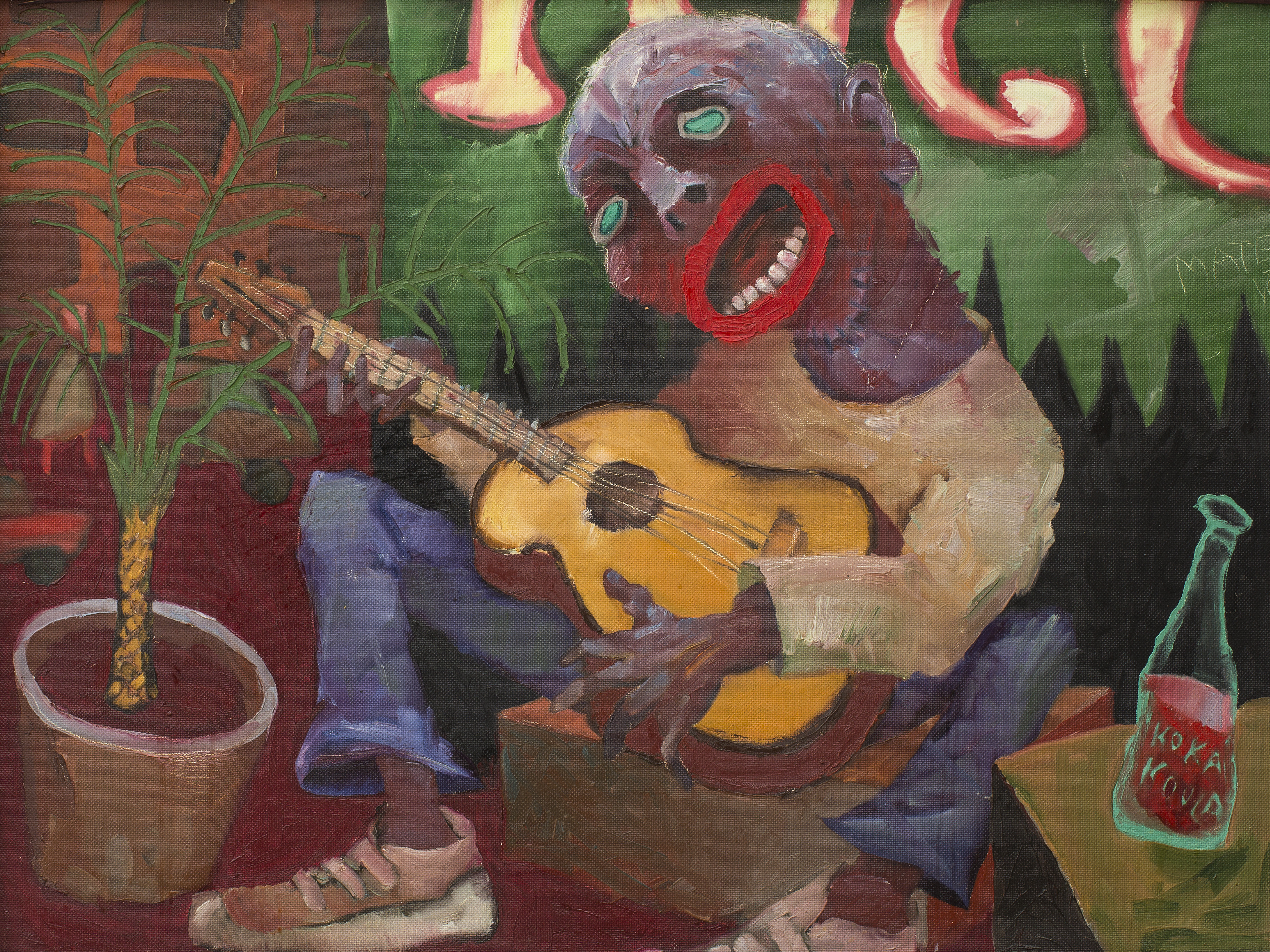
Peeter Allik: Ameerika, 1989
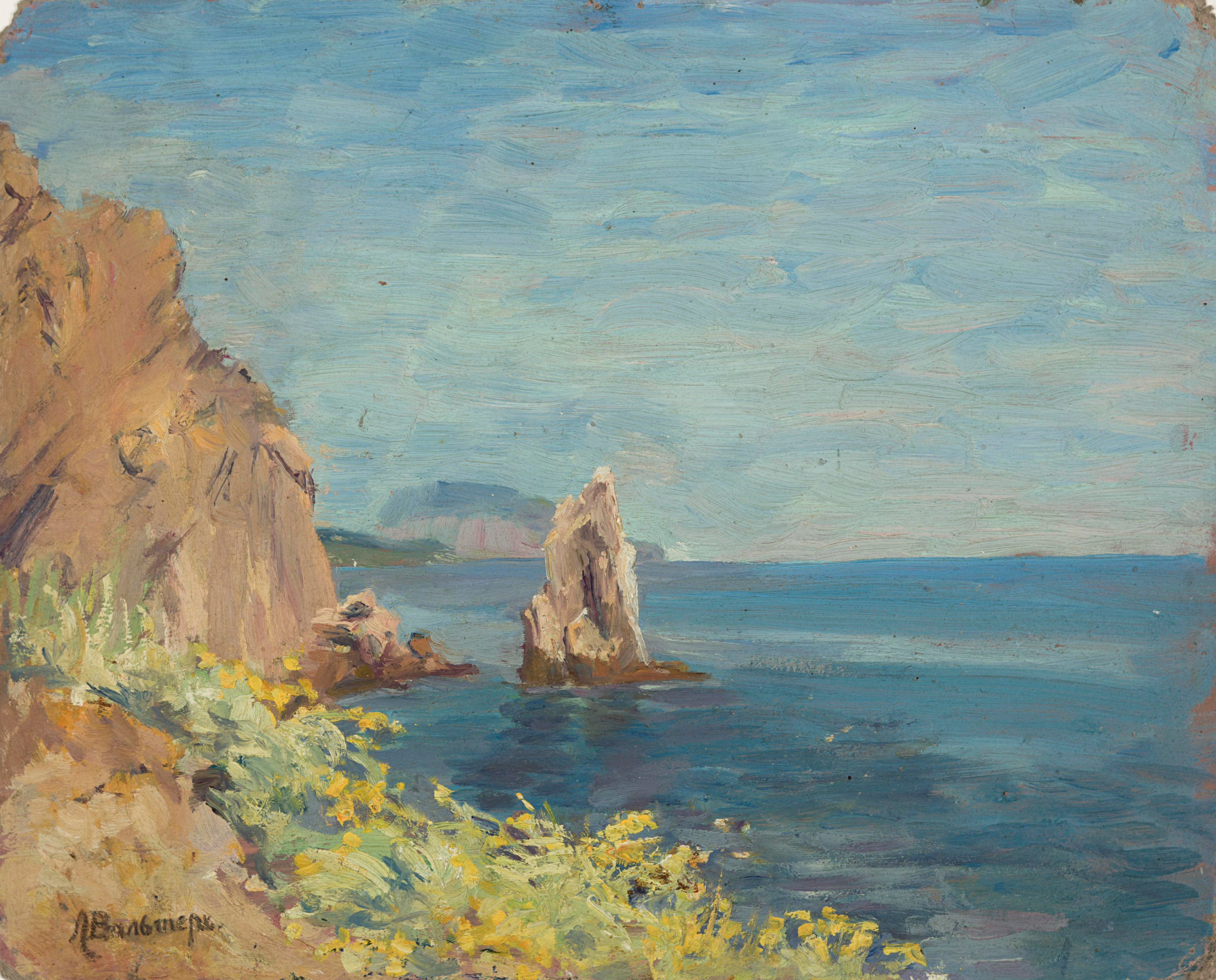
Lilly Walther: Vaade Jalta ja Gursuffi vahel, 1918
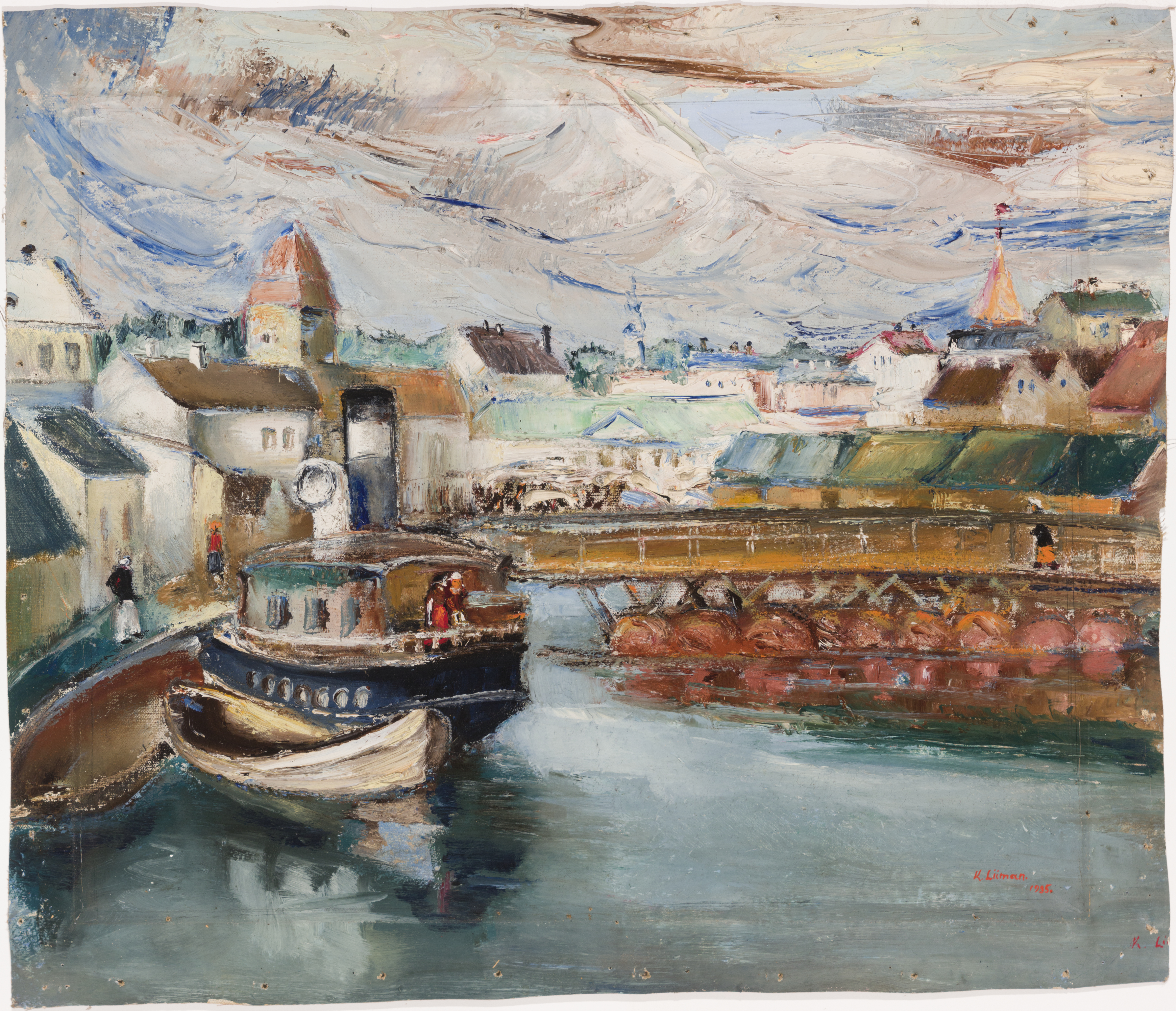
Kaarel Liimand: Tartu motiiv, 1935